# Roma drogata la polizia non può intervenire
Roma drogata la polizia non può intervenire è un film del 1975 diretto da Lucio Marcaccini.

## Trama
Roma. Il commissario De Stefani vuole fare luce su un grosso giro di droga spacciata in città. Decide quindi di seguire i movimenti d'uno studente, fidanzato della figlia d'una ricca famiglia romana che ha appena subito un furto in casa: il commissario pensa infatti che il furto sia da collegare allo spaccio di droga. Quand'è sul punto di scoprire chi sta dietro, la questione si complica.

## Distribuzione
Il film è stato distribuito nel circuito cinematografico italiano il 18 dicembre del 1975.

### Edizioni home video
In seguito è stato distribuito in due diverse versioni DVD per il mercato home-video negli anni 2000. La prima per la casa Hobby & Work; la seconda — nettamente migliore — per la Rarovideo.

## Colonna sonora
Le musiche del film sono opera di Albert Verrecchia; alle percussioni Tony Esposito. Il brano sui titoli di testa, intitolato We've got a Lord è cantato da Sammy Barbot. Anche Edda Dell'Orso (vocalist dei temi di Ennio Morricone) ha cantato alcuni brani della pellicola.